# Rhododendron liboense
Rhododendron liboense är en ljungväxtart som beskrevs av Zheng R. Chen och K. M. Lan. Rhododendron liboense ingår i släktet rododendron, och familjen ljungväxter. Inga underarter finns listade i Catalogue of Life.